# Толстобров, Яков Еремеевич
Яков Еремеевич Толстобров (22 октября 1905, Ключевская волость, Вятская губерния — 6 февраля 1986, Свердловск) — автоматчик роты автоматчиков 5-го отдельного мотоциклетного полка 2-й гвардейской танковой армии 1-го Белорусского фронта, старшина, полный кавалер ордена Славы.

## Биография
Родился 22 октября 1905 года в деревне Зубари в крестьянской семье. Русский. В раннем возрасте лишился родителей, жил у бабушки.
В 12 лет приехал в город Екатеринбург, поступил работать учеником приказчика в Торговый дом братьев Агафуровых, работал в отделе мануфактуры. В 1924 году окончил техникум промкооперации. Работал начальником отдела сбыта на заводе в Свердловске.
В июне 1937 года был арестован и осуждён по статье 58 Уголовного кодекса РСФСР, содержался в исправительно-трудовом лагере.
В ноябре 1941 года был мобилизован в Красную Армию. Участник Великой Отечественной войны с марта 1942 года. В 1942 году Я. Е. Толстобров был тяжело ранен и контужен, домой была отправлена похоронка, но он остался жив и после излечения вернулся в строй. Член ВКП(б) / КПСС с 1943 года.
За отвагу при наступлении на населённый пункт Зелёный 16 сентября 1943 года миномётчик мотострелкового пулемётного батальона 140-й танковой бригады Толстобров Яков Еремеевич был награждён медалью «За отвагу» (22 сентября 1943).
Автоматчик роты автоматчиков 5-го отдельного мотоциклетного полка старший сержант Яков Толстобров 27 июля 1944 года в ответственный момент боя за город Седлец принял на себя командование отделением, вместе с которым проник в расположение противника и уничтожил пулеметную точку. Захватил в плен офицера и прикрыл отход отделения. Приказом по 2-й гвардейской танковой армии от 7 августа 1944 года «за образцовое выполнение заданий командования в боях с немецко-фашистскими захватчиками» старший сержант Толстобров Яков Еремеевич награждён орденом Славы 3-й степени.
В составе того же полка гвардии старший сержант Яков Толстобров 28 января 1945 года, действуя в составе разведывательного отряда в тылу противника, возглавил группу захвата, скрытно проник на восточную окраину города Вольденберг (ныне Добегнев, Польша) и уничтожил свыше десяти солдат и офицеров, подавил две пулемётные точки. Приказом по 2-й гвардейской танковой армии от 26 февраля 1945 года «за образцовое выполнение заданий командования в боях с немецко-фашистскими захватчиками» гвардии старший сержант Толстобров Яков Еремеевич награждён орденом Славы 2-й степени.
30 апреля 1945 года в уличных боях в городе Берлин Яков Толстобров проник в расположение врага и противотанковыми гранатами подорвал дзот противника, мешавший продвижению стрелков. Указом Президиума Верховного Совета СССР от 31 мая 1945 года «за образцовое выполнение заданий командования в боях с немецко-фашистскими захватчиками» гвардии старший сержант Толстобров Яков Еремеевич награждён орденом Славы 1-й степени, став полным кавалером ордена Славы.
Также был награждён орденом Отечественной войны 1-й степени (06.04.1985), медалями «За отвагу» (22.09.1943), «За оборону Кавказа» (01.05.1944), «За освобождение Варшавы» (09.06.1945), «За взятие Берлина» (09.06.1945), «За победу над Германией в Великой Отечественной войне 1941—1945 гг.» (09.05.1945).
В 1945 году в звании старшины демобилизован из рядов Красной Армии. Жил в городе Свердловск. До 1954 года работал в универмаге «Пассаж» в отделе тканей. Затем работал инженером по сбыту «Рыбснабе». В начале 1960-х годов перешёл на Опытный завод треста «Уралмонтажавтоматика», где работал до 1975 года старшим инженером по экспортным поставкам.
Скончался 6 февраля 1986 года. Похоронен на Широкореченском кладбище в Екатеринбурге.

## Комментарии
1. ↑  Деревня Зубари, относившаяся к Ключевской волости Котельничского уезда, в последующем входила в состав Архангельского сельсовета Шабалинского (в 1945—1955 годы — Новотроицкого) района; ныне — урочище в Шабалинском районе Кировской области[1].